# Avital (jméno)
Avital (hebrejsky אֲבִיטַל) je ženské biblické a rodné jméno hebrejského původu. V současném Izraeli se však začalo toto tradiční ženské jméno dávat i chlapcům.
Úplně doslova znamená „rosa je můj otec“ a vykládá se jako „svěží“. V ekumenickém překladu Bible Abítal.
Avital byla pátou ženou krále Davida a matkou jeho syna Šefatji (שפטיה, Šfatja – ekumenický překlad Sefatjáš).

## Nositelky jména
- Avital – žena krále Davida

Profesorka Avital Ronell

- Avital Ronell – profesorka New York University
- Avital Aberdžil – izraelská filmová a televizní herečka

## Nositelé jména
- Avital Selinger – volejbalový hráč
- Avital Tamir – izraelský metalový hudebník

## Místní názvy

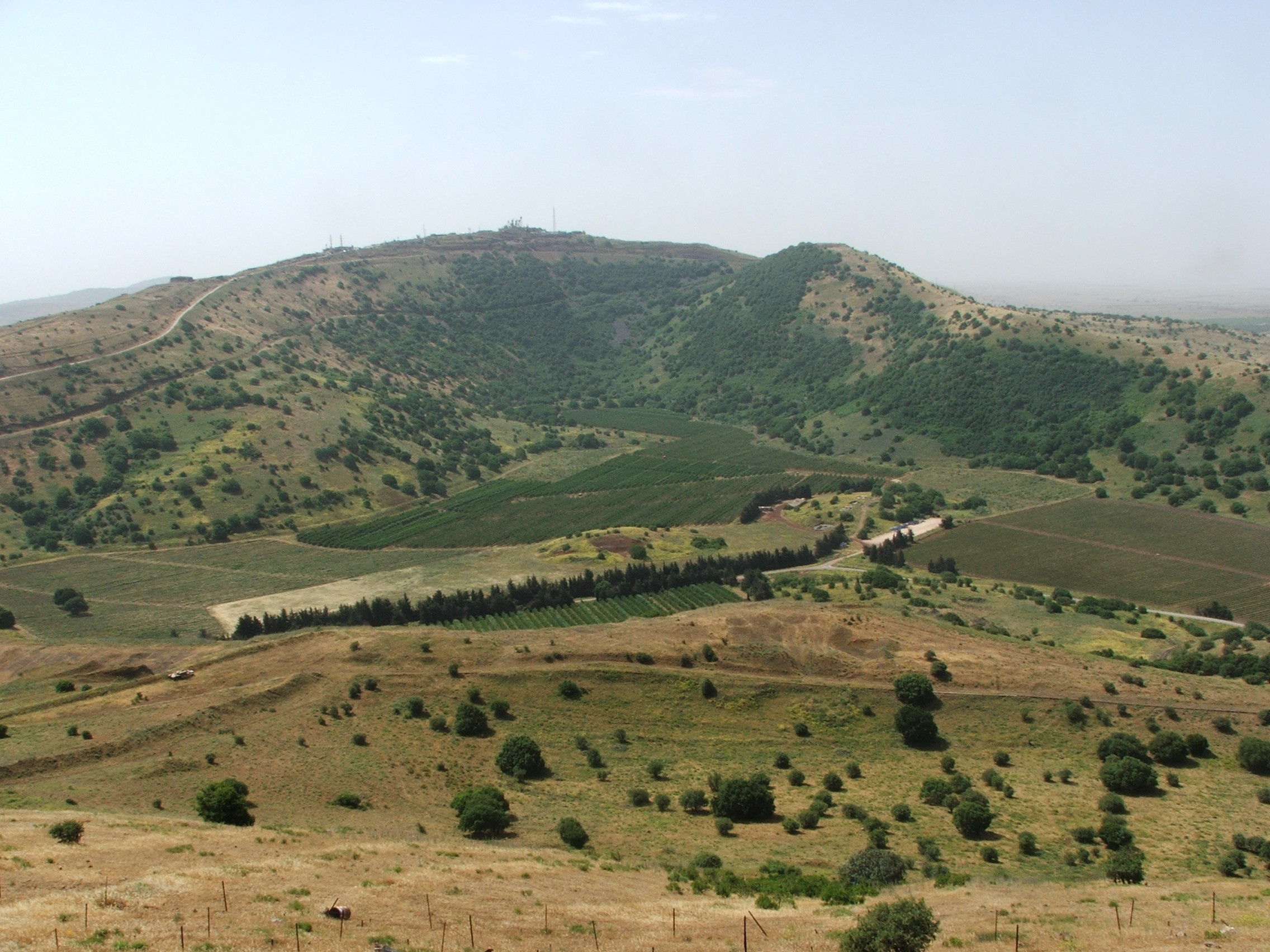
Hora Avital

- Har Avital – hora sopečného původu na Golanech
- Avital – mošav